# ダヴィド・デ・ピナ
ダヴィド・デ・ピナ（David de Pina、1996年8月7日 - ）は、カーボベルデのアマチュアボクシング選手。サンティアゴ島サンタ・クルス出身。カーボベルデ史上初のオリンピックメダリスト。

## 来歴
2002年、背が低いので自信を持ちたかったのが理由でボクシングを始めた。その後15歳の時に地元のジムに通うようになった。
2021年の東京オリンピックの男子フライ級にワイルドカードで出場した。初戦でディフェンディングチャンピオンであるシャコビディン・ゾイロフを相手に敗れた。大会後、彼にはオリンピック連帯奨学金が送られた。
カーボベルデ大学を卒業後、家族を母国に残してトレーニングのためにポルトガルのリスボンへ移住した。奨学金は家族を養うには足らず、生計を立てるため建築現場で大工として働きながら、現地のクラブで練習を重ねた。
2022年にモザンビークのマプトで開催されたアフリカアマチュアボクシング選手権の男子フライ級で銅メダルを獲得した。
2024年にタイのバンコクで開催された世界予選トーナメントで、自力でオリンピックの出場権を獲得した。そして、パリオリンピックの男子フライ級で銅メダルを獲得した。カーボベルデは1996年のオリンピック初出場以来これまで一度もメダル獲得が無く、彼は史上初のメダリストとなった。開会式では旗手を務めた。彼は大会期間中、頭の両側に団子のように髪をまとめたヘアスタイルで、ミッキーマウスのようだと注目された。これは、アフリカの選手は編み込みをしていることも多く、他の誰とも違って目立つように、というコーチの助言により始めたものであった。

## 主な戦績
| 年   | 大会                               | 開催地       | 種目     | 結果      | 備考 |
| ---- | ---------------------------------- | ------------ | -------- | --------- | ---- |
| 2021 | オリンピック                       | 東京         | フライ級 | 2回戦敗退 |      |
| 2022 | アフリカアマチュアボクシング選手権 | マプト       | フライ級 | 3位       |      |
| 2023 | 世界ボクシング選手権大会           | タシュケント | フライ級 | 1回戦敗退 |      |
| 2024 | オリンピック                       | パリ         | フライ級 | 3位       |      |